# Варяжская стража
Варя́жская стра́жа (ср.-греч. Τάγμα των Βαράγγων, Βάραγγοι), Варяжская гвардия — название, под которым известны скандинавские и англосаксонские наёмники (варяги), служившие в византийском войске с X по XIV век.
Словосочетание впервые употребляется в хронике Иоанна Скилицы, Мадридском Скилице, под 1034 годом. Варяги прибывали в Византию через Киевскую Русь. В 988 году император Василий II получил от князя Руси Владимира Святославича отряд в 6000 человек для борьбы с узурпатором Вардой Фокой и организовал из них тагму. В течение двух следующих столетий варяги участвовали в войнах, которые вела империя, и служили в качестве придворной стражи. Местом их размещения сначала был Большой дворец, а начиная с эпохи Комнинов — дворцовый комплекс Мангана и Влахернский дворец. Варяжская стража была отборным формированием, славившимся верностью хозяину, физическими данными, вооружением, одеждой и дисциплиной. Их офицерам присваивали придворные звания — например, Харальд Суровый имел звание спафарокандидата. Главой стражи с титулом аколуф обычно был грек.

## Терминология
Происхождение слова «варяг», «вэринг» (др.-сканд. Vaeringjar) и его точное значение является дискуссионным вопросом. В греческом языке оно впервые появляется в значении «норвежец», а после формирования из них военного подразделения этим словом стали обозначать наёмников норвежского происхождения. В более поздний период, когда в составе варяжской стражи появились англосаксы и представители других германских народов, термин «варяги» распространился и на них. Распространена теория, отождествляющая варягов со скандинавскими викингами и русью. На основании греческих источников до XII века сложно понять, кого хронисты понимают под Rhosi. Вероятно, для греков различие между всеми приходящими с севера варварами не было существенным.
Оценивая современное состояние дискуссии о терминологии, известный медиевист Е. А. Мельникова полагает скандинавское происхождение собственно слова «варяг» несомненным. Его древнескандинавский эквивалент др.-сканд. vaeringi неоднократно встречается в сагах, скальдических стихах и хрониках в основном значении «человек, находящийся на службе Византии». При этом термин «вэринг» начинает употребляться позднее, чем самые ранние свидетельства о присутствии варягов в Византии — примерно с конца 980-х годов. Общее название для побывавших в Греции в сагах — др.-сканд. Grikklandsfari («ездивший в Грецию»), тогда как называя кого-то «вэрингом» нередко делается уточнение о характере военной службы этого человека. Одновременно с этим составители саг противопоставляют «вэрингов» и «норманнов», различая их как частное и общее понятия. Греческое слово греч. Βάραγγοι впервые встречается в хронике историка Георгия Кедрина при описании событий 1034 года. Для варягов английского происхождения с XIII века в официальных документах использовался термин «англо-варяги» (ср.-греч. έγκλινοβάραγγοι).

## Наёмники в Византии

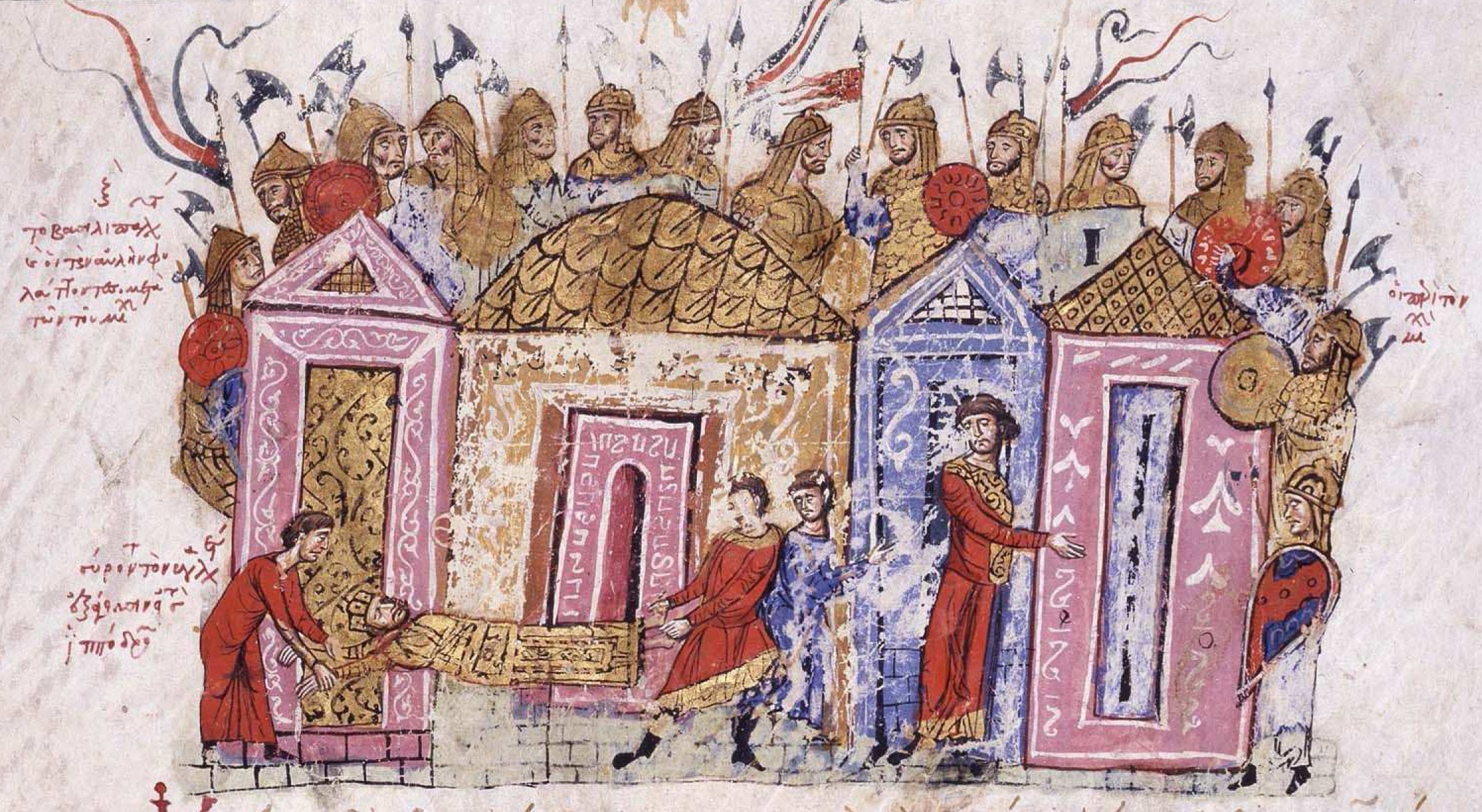
Изображение отряда варяжской стражи из «Мадридского Скилицы», рукописи хроники Иоанна Скилицы. Видны боевые топоры — излюбленное оружие северных народов в средние века.

К IX веку армия Византии состояла из двух основных частей, различных по способу формирования. Одна часть формировалась на основе ополчения, формируемого в фемах, которых к правлению императора Феофила насчитывалось 11 в азиатской части империи и 12 в европейской. Солдаты, поставляемые фемами, назывались стратиотами и акритами. После военных реформ императора Константина V (741—775), когда дислоцированные в Константинополе и выполнявшие исключительно церемониальные задачи отряды дворцовой стражи были преобразованы в боевые части, сложилось разделение регулярной части армии на четыре тагмы: схол, эскувитов, иканатов (сформированы в период совместного правления Константина VI (780—797) и его матери Ирины), арифмы (сформированы при Никифоре I (802—811)) во главе со своими доместиками. Помимо этих подразделений, на службе византийского императора находились отряды иностранных наёмников, служивших главным образом в личной императорской страже (ср.-греч. ἑταιρεία, этерия). Постепенный упадок фемной армии и её неспособность отвечать сложным боевым задачам привели к формированию наёмных подразделений из иностранцев, преимущественно из Западной Европы. Образованные по этому принципу тагмы, каждая из которых включала солдат определённой национальности, несли службу либо в Константинополе, либо в провинциях. Столичная этерия подразделялась на 3 (Большую, Среднюю и Третью этерии) или 4 части. Предположительно, Большая этерия состояла из христианских подданных империи, представители дружественных народов зачислялись в Среднюю, а прочие попадали в Третью. В конце IX или в начале X века Третья этерия была упразднена и большинство наёмников с тех пор служили в Большой.
С точки зрения оплаты, части византийской армии также различались. Фемное войско получало основную часть своей платы за счёт пожалованных земельных наделов, в регулярной армии солдаты получали ежегодное жалование (ругу), различавшееся в зависимости от должности и подразделения. Однако для поступления на такую службу требовалось внести вступительную плату, в среднем соответствующую руге за 3 года. Под этим же названием известны и единовременные выплаты, совершаемые по экстраординарным поводам. В важнейшем источнике X века, трактате «О церемониях» императора Константина Багрянородного (913—959), данные которого (наряду с другим трактатом того же автора, «Об управлении империей») часто по причине отсутствия альтернативы распространяют и на другие периоды византийской истории, сообщается, что перед морской экспедицией на Крит в 902 году 700 русским наёмникам было выплачено 7200 номисм руги, то есть примерно 11 номисм на человека. В Большой этерии выплата составляла примерно 40 номисм в пересчёте на месяц. Неизвестно, требовалось ли платить вступительный взнос для приёма в варяжскую стражу, возможно при Василии II (976—1025) или одном из его непосредственных преемников эта необходимость была отменена. Для варягов, служащих за пределами столицы, оплата была существенно меньше, 10—15 номисм в месяц. В качестве экстраординарного способа оплаты варягов мог выступать pólútasvarf или pólotasvarf, упомянутый Снорри Стурлусоном как источник огромного богатства Харальда Сурового. Смысл этого понятия не вполне ясен. По различным версиям это могло быть либо право или осуществлённая возможность разграбления дворца императора или право сбора какого-то налога.

## Национальный состав

### Появление варягов в Византии

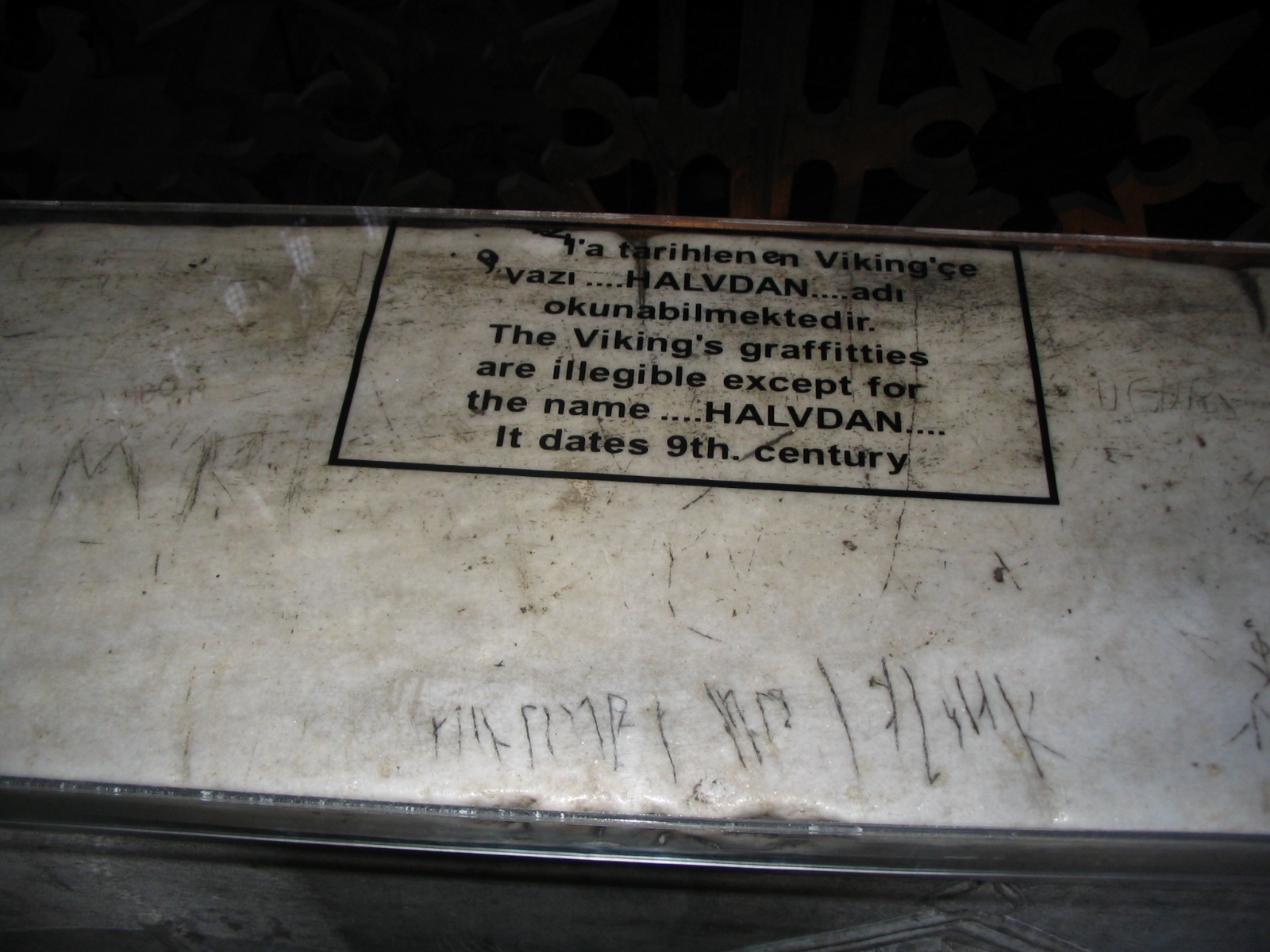
Рунические надписи в соборе Святой Софии

Впервые присутствие отрядов викингов на территории Византии отмечается в правление императора Феофила (829—842), когда воины с севера достигли берегов Чёрного моря и угрожали городу Херсон, столице одноимённой фемы. После этого о варягах при дворе византийского императора сообщают Бертинские анналы, согласно которым ко двору императора Людовика Благочестивого в Ингельхайме 18 мая 839 года прибыла делегация от византийского двора, в составе которой были те, кто «свой народ называли Рос» и чей король называется каган (лат. rex illorum Chacanus vocabulo). Возможно, что это были посланники варяжского князя, с которыми Феофил вёл переговоры о возможности приглашения отряда наёмников. По предположению А. А. Шахматова, их целью было установление дружеских отношений с Византией и пути в Швецию через Западную Европу. Несколькими годами позже, в царствование Михаила III (842—867) «тавроскифы» (ср.-греч. Ταύρικες Σκύφαι) были на службе императора и упоминаются Генезием как убийцы придворного евнуха Феоктиста в 855 году. В 860 году русь совершила поход на Константинополь, из чего Михаил III мог сделать выводы о военном потенциале варягов, однако неизвестно, появились ли тогда варяги на императорской службе. Приписываемая императору Льву VI (886—912) Tactica Leontis ничего о них не сообщает. В следующий раз Rhosi появляются в византийских источниках в упомянутом выше рассказе трактата «О церемониях» в связи с экспедицией на Крит в 902 году. Под 907 годом в «Повести временных лет» рассказывается о походе Вещего Олега и двух заключённых после этого договорах. Второй из них, составленный в 911 году, включал положение о возможности найма русов на византийскую военную службу: «Если же будет набор в войско и эти (русичи) захотят почтить вашего царя, и сколько бы ни пришло их в какое время, и захотят остаться у вашего царя по своей воле, то пусть так будет» . В связи с рассказом о путешествии княгини Ольги ко двору императора Константина VII в 955 или 957 году автор «Повести временных лет» упоминает о ранее высказанной императором просьбе о присылки воинов-варягов (русов), а в «О церемониях» упоминаются «крещёные росы» в составе дворцовой стражи.
Впервые употребление слова ср.-греч. Βάραγγοι фиксируется в греческих источниках в 1034 году.

### Наёмники из других народов
Варяги не были единственным этническим компонентом византийской армии. Говоря о её национальном составе, арабские источники называют русов, хазар, ферганцев, аланов, огузов, печенегов, грузин, армян и франков (ср.-греч. Φράγγοι). Армянский историк XII века Матвей Эдесский упоминает также «обитателей дальних островов», однако скорее всего он имел в виду скандинавов. Согласно официальному документу периода правления императора Михаила VII (1071—1078) армия включает в себя русские, варяжские, колбягов, франкские, болгарские и сарацинские отряды. Аналогичный перечень содержится в хрисовуле от 1079 года императора Никифора Вотаниата (1078—1081). При Алексее I Комнине (1081—1118) в 1088 году перечень следующий: русские, варяги, колбяги, англичане (ср.-греч. Ίγγλινοι), франки, немцы (ср.-греч. νεμίτζων), болгары, сарацины, аланы, абазги, «бессмертные» и прочие ромеи и иностранцы. Природа этих документов и специфика византийского юридического языка не исключают того, что используемые в этих перечнях обозначения народов не являются взаимоисключающими. Из названных народов к варягам традиционно причисляют англичан.
Первым на эмиграцию англосаксов в Византию после завоевания Англии нормандцами в 1066 году обратил внимание французский византинист XVII века Дюканж, который рассмотрел основные источники на эту тему — хронику Ордерика Виталия (середина XII века), рассказ Анны Комнины и другие. По мнению Дюканжа, большую часть эмигрантов из Англии в Византию составляли даны, а начали они прибывать в Византию после смерти Кнуда Великого в 1035 году. Датская теория в настоящее время считается не имеющей подтверждения, а основные наблюдения Дюканжа были переоткрыты в 1871 году английским историком Э. Фриманом. Согласно этому исследователю, миграция началась уже после битвы при Гастингсе, но массовый характер приобрела только в правление императора Алексея I Комнина (1081—1118). В 1874—1875 годах этот вопрос более детально исследовал В. Г. Васильевский, который обратил внимание на то, что на византийской службе «варяго-английская дружина» получила возможность воевать против норманнов, с которыми империя вела в начале царствования Алексея I войну на Балканах. Точные временные рамки появления английских наёмников в Византии не вполне ясны, так как согласно Ордерику англичане отплыли в Византию и были приняты Алексеем I уже в 1060-е годы, что является явным анахронизмом.
Возможно относящимися к англичанам считаются четыре упоминания «варягов из Фулы» (ср.-греч. οί έκ τής Θούλης Βάραγγοι) в хронике Анны Комнины. Однако она, сообщая о событиях начала 1080-х годов, говорит о них, как об уже давно служащих империи. Из этого В. Г. Васильевский делает вывод, что она путается в этнической принадлежности варваров, и речь у неё идёт о скандинавах. Однако, по мнению А. А. Васильева, это кажущееся противоречие может быть объяснено тем, что свои воспоминания Анна Комнина писала после 1148 года, когда преобладание англичан среди варягов стало давно уже свершившимся фактом. Мнение о том, что англо-варяги играли значительную роль с конца XI века оспаривает немецкий византинист Ф. Дёльгер. Дополнительную аргументацию в пользу значительного притока англичан уже в конце 1070-х годов приводит Дж. Шепард.

## Организация

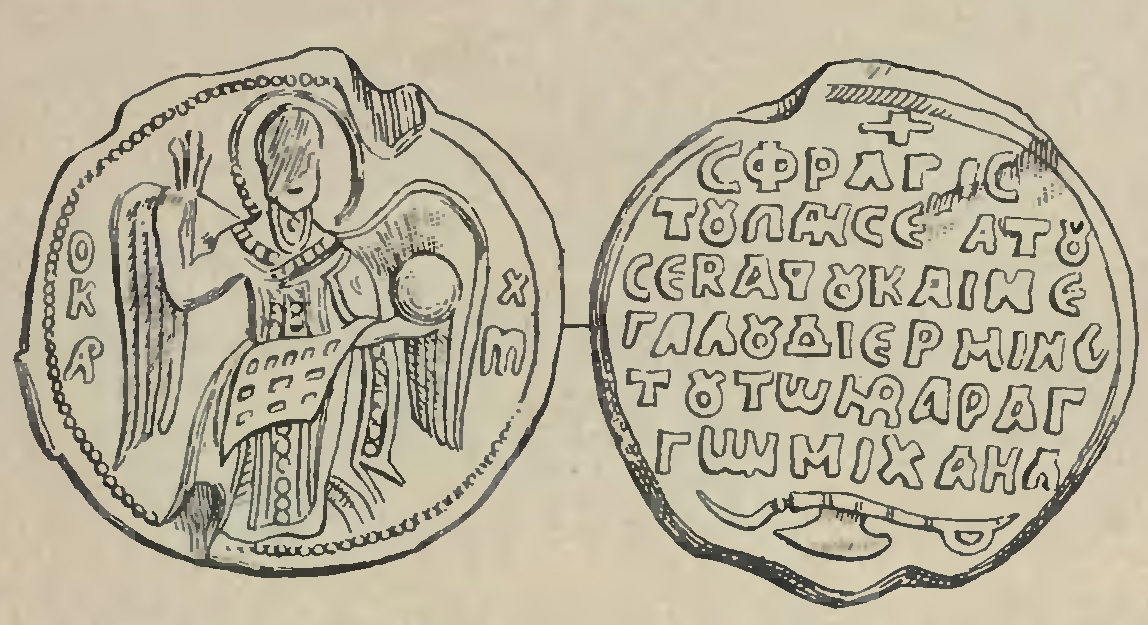
Изображение варяжского топора на единственной известной печати великого переводчика варягов

Начальник варяжской стражи назывался аколуфом (ср.-греч. ἀκόλουθος) или аколитом (лат. acolythus). Определение этой должности приводится в трактате середины XIV века «De Officiis» Псевдо-Кодина: «аколуф является ответственным за варангов: во главе их он сопровождает императора; поэтому его и называют аколуфом, то есть сопровождающим». Это звание упоминается ещё в трактате Константина Багрянородного «О церемониях», и тогда это был начальник отряда иностранных наёмников. Это была достаточно важная должность. Хотя аколуф подчинялся друнгарию виглы, он был в значительной степени независим от него. При Палеологах аколуф занимал 51-ю позицию в придворной иерархии. Полагающееся по рангу облачение аколуфа также описано у Кодина: тюрбан с золотым шитьём, шёлковый каббадион и скараник с маленькой красной кисточкой. В обязанности аколуфа входило в некоторых случаях выполнение важных военных задач в роли полководца, а также участие в придворных церемониях и даже дипломатические миссии. В качестве помощников у аколуфа было несколько примикириев. Примикирию подчинялись территориальные подразделения варягов и, насколько известно, эту должность могли занимать греки. По названию известна также должность «великого переводчика варягов» (ср.-греч. μέγας διερμηνεύτος).
В отличие от охраны императора из числа греков, составлявших тагму экскувиторов, не все варяги размещались при дворе. Из всего варяжского корпуса отбиралась только малая часть, которая содержалась во дворце и несла личный караул, служа телохранителями, почётной стражей. Это были отборные или дворцовые варяги (ср.-греч. οί έν τώ παλατίω Βάραγγοι), носившие секиры на правом плече, которые стояли у императорского трона и следовали за императором во время выходов. Кроме них были ещё «внешние варяги» (ср.-греч. οί έκτός Βάραγγοι), нёсшие строевую службу и жившие в фемах.

## Боевой путь

### До смерти Романа III в 1034 году
В 949 году корабли руси (оусии, лат. ousiai, ср.-греч. ούσία) участвовали в охране морского побережья у Диррахия и в Далмации. В том же году 629 русов (ср.-греч. ́Ρώς) были посланы в составе экспедиции на Крит. Согласно арабским источникам, в византийской армии, потерпевшей 30 октября 954 года поражение под Хадасом от Сейф-ад-Даулы были представители народа русь. По предположению французского историка А. Рамбо, они принимали участие и в предыдущем походе в Сирию в 947 году. Хотя подтверждений этому нет, некоторые историки полагают, что русь участвовала в кампаниях Никифора Фоки (963—969) на Кипре, Сирии и Сицилии в конце 950-х — начале 960-х годов. Частое упоминание русов в трудах византийских историков дало основание французскому биографу этого императора Л.-Г. Шлюмберже полагать, что уже тогда существовало отдельное варяжское подразделение стражи, однако это маловероятно. В 967 году по поручению Никифора князь Святослав Игоревич осуществил завоевание Болгарии. Ещё об одном военном эпизоде в это царствование известно со слов Лиутпранда Кремонского, сообщившего об отправке в Италию флота из хеландий, среди которых было две русских и две галльских. Возможно, имелись в виду суда варягов и норманнов. Предположение Шлюмберже о том, что убийство Никифора в декабре 969 года было совершено при участии варягов также ничем не подтверждено. В правление Иоанна Цимисхия (969—976) не известно упоминаний о варягах на византийской службе, если не считать ставшей продолжением болгарского похода Святослава русско-византийской войны 970—972 годов. Под 980 годом в «Повести временных лет» приводится рассказ о том, как князь Владимир Святославич отправил из Киева в Византию требующих с горожан выкуп варягов. Поскольку вскоре императором Василием II (976—1025) был образован корпус варяжской стражи, Д. С. Лихачёв принимает датировку, указанную в летописи и связывает эти два события, однако по мнению А. А. Шахматова имел место перенос событий периода начала великого княжения Ярослава Мудрого, когда в 1017 году варяги бесчинствовали в Киеве.

Территориальные изменения в Византийской империи в конце IX — первой половине XI веков

Важнейшей вехой в истории варяжской стражи считается прибытие к Василию II отряда из 6000 «тавроскифов» для помощи в подавлении мятежа Варды Фоки, имевшего место в 987—989 годах. Согласно историку второй половины XI века Михаилу Пселлу, «царь Василий порицал неблагодарных ромеев, и поскольку незадолго перед тем явился к нему отряд отборных тавроскифских воинов, задержал их у себя, добавил к ним других чужеземцев и послал против вражеского войска». Академик В. Г. Васильевский в своей работе 1874—1875 годов «Варяго-русская и варяго-английская дружина в Константинополе XI и XII веков» истолковывает эти достаточно неопределённые выражения Пселла как указание на то, что здесь речь идёт о тех варягах, которые были отправлены из Киева в 980 году, а в 989 году они были организованы в отдельный отряд. Независимый от Пселла рассказ об этих событиях содержится в хрониках историков XII века Георгия Кедрина и Иоанна Зонары, устанавливающих причинную связь между появлением варяжского отряда, браком князя Владимира с сестрой Василия II Анной и последовавшим за этим крещением Руси в 988 году. Армянский историк Степанос Таронеци под 1000 годом сообщает о встрече между императором Василием II и царём Абхазии Багратом, когда один из сопровождающих императора «рузов» вступил в спор из-за сена с иверийцами. В результате «руз» был убит, «тогда весь народ Рузов, бывший там, поднялся на бой: их было 6.000 человек пеших, вооружённых копьями и щитами, которых просил царь Василий у царя Рузов в то время, когда он выдал сестру свою замуж за последнего. — В это же самое время Рузы уверовали во Христа. Все князья и вассалы Тайк’ские выступили против них и были побеждены». В. Г. Васильевский связывает это столкновение варягов (русов) с грузинами с тем, что Варда Фока, как это известно от Пселла и Таронеци, опирался, кроме греков, в основном на грузин. Таким образом, в 989 году грузины Варды Фоки потерпели поражение от варяжского отряда. Одновременно с проблемой хронологии указанных событий, существует дискуссионный вопрос о национальном составе присланного Владимиром отряда. Сторонники и противники норманской теории считают воинов из него либо скандинавами, либо славянами. Терминологическую путаницу усугубляют итальянские авторы, делающие различие между варягами на императорской службе и русами, рассказывая о посланных Василием II в помощь катепану Италии.
В царствование Василия II прямых указаний на участие варяжской стражи в боевых действиях не известно, но, по мнению исландского исследователя С. Блёндаля нет никаких сомнений в том, что именно благодаря ей император смог сохранять покой внутри империи и успешно противостоять внешним угрозам. По мнению Ю. Кулаковского сведения анонимного военного трактата De re militaris, приписываемого полководцу Василия II Никифору Урану, можно понимать как указание на то, что в кампаниях против болгар этого императора принимало участие подразделение русов. Несомненным, по мнению Блондаля, является участие варягов в сирийской кампании Василия II в 999 году, когда, по словам арабского хрониста Яхьи Антиохийского русы подожгли церковь в Эмессе вместе со скрывшимися там жителями. Годом позже случился описанный выше инцидент с грузинами. В 1016 году в Болгарии при разделе богатой добычи русам была выделена третья её часть. В 1019 году при Каннах норманны были разбиты русскими наёмниками.
В хронике Георгия Кедрина приводится эпизод, случившийся незадолго до смерти Василия II, когда ко двору явился некий Хрисохир, родственник умершего к тому времени князя Владимира Святославича, вместе с отрядом в 800 человек и изъявил желание поступить на наёмную службу. В ответ на требование императора предварительно разоружиться Хрисохир ответил отказом и ушёл через Пропонтиду. Там он высадился в Абидосе, легко победил местного стратига, но в конечном счёте отряд был рассеян.
Непосредственные преемники Василия II, его брат Константин VIII (1025—1028) и зять Роман III (1028—1034) не обладали военными талантами и при них о варяжской страже до прибытия в Византию Харальда Сурового ничего не известно. Возможно, именно варягов имел в виду Кедрин в рассказе о том, как только благодаря храбрости стражи императору удалось спастись после поражения при Аазазе. В 1032 году варяги, возможно, были в войске Георгия Маниака при взятии Эдессы.

### Харальд Суровый в Византии, 1034—1043 годы
Согласно современным представлениям, сохранившиеся редакции саги о пребывании Харальда Сурового в Византии восходят к рассказам Халльдора Сноррасона, служившего некоторое время вместе с Харальдом. В «Круге Земном», написанном потомком Халльдора Снорри Стурлусоном около 1230 года, Харальду посвящена отдельная сага. Последовательность событий жизни Харальда после поражения при Стикластадире в 1030 году известна достаточно хорошо. После битвы, в которой он участвовал пятнадцатилетним, он некоторое время скрывался, лечился, затем перебрался в Швецию, а весной следующего года отправился «на восток в Гардарики к конунгу Ярицлейву». Там, согласно Снорри Стурлусону, он стал «хёвдингом над людьми конунга, охранявшими страну», что, по мнению С. Блёндаля является очевидным преувеличением. Рассказ из «Гнилой кожи» о том, что Харальд «приплыл на военных кораблях в Миклагард с большим войском» обычно датируют 1034 или 1035 годами. При каком императоре это произошло византийский и скандинавские источники расходятся — согласно Снорри Стурлусону это было в правление «Зоэ Могучей» и «Микьяля Каталакта», то есть императрицы Зои и её соправителя Михаила Калафата (1041—1042), однако современник и очевидец этих событий утверждает, что «Аральт» (ср.-греч. Άράλτης) пожелал преклонить колена и узнать византийские порядки перед василевсом Михаилом Пафлагонянином (1034—1041), вторым мужем Зои. Размер «большого войска» Харальда указывается только у Кекавмена и, по его мнению, его составляли «пятьсот отважных воинов». Положение, которое занял Харальд при византийском дворе, не совсем понятно. Согласно Кекавмену, вскоре после прибытия Харальд отправился с войском в Сицилию. Опираясь на данные скандинавских саг ряд историков, например А. Стендер-Петерсен пришли к выводу, что молодой принц был поставлен во главе всего варяжского войска. Г. Г. Литаврин считает это маловероятным. По мнению В. Г. Васильевского «Гаральд со своими скандинавскими товарищами … составляли особый отряд в иностранном греческом корпусе». При этом рассказ Кекавмена помещён во главу о том, что императору не следует доверять иностранным наёмникам высоких должностей, и случай Харальда, получившего после успеха в Сицилии невысокий чин манглавита, и в конце своей службы удостоенного звания спафарокандидата, также не очень значительного.

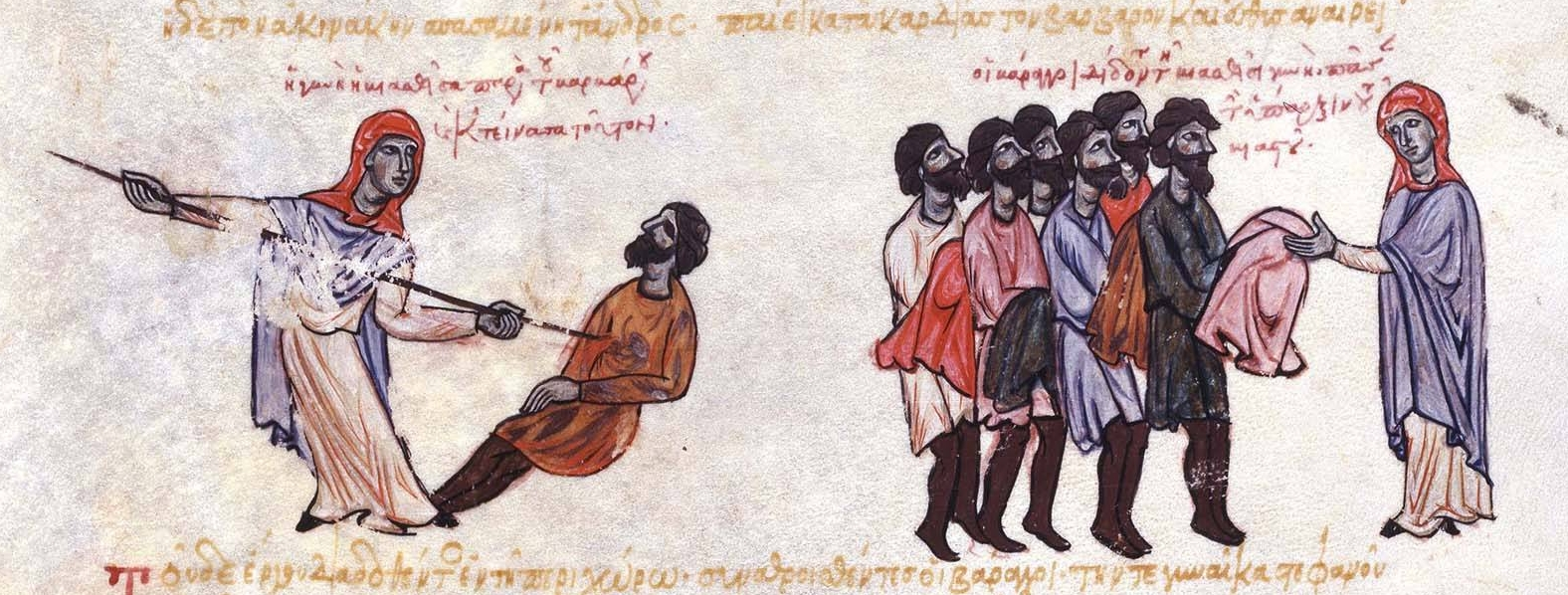
Женщина убивает варяга, иллюстрация из мадридской рукописи хроники Иоанна Скилицы

По предположению С. Блёндаля, опирающегося на стихи Болверка Арнорссона из сборника «Гнилая кожа», на первом этапе свой службы отряд Харальда участвовал в борьбе с пиратством, усилившимся после смерти Василия II. Возможно, это происходило в составе вспомогательного флота, посланного Михаилом IV к берегам Сицилии. Стихи Снорри Струлосона и собственные стихи Харальда сообщают о том, что Харальд ходил в военный поход в «Африку», однако в данном контексте слово др.-сканд. Serkir следует понимать как обозначение арабов или арабоязычных народов. К 1034 году относится рассказ Георгия Кедрина о пребывании варягов на зимних квартирах в феме Фракисий, примечательный тем, что в нём указывается на строгость дисциплины, установленном у скандинавских наёмников. Согласно Кедрину, некий варяг пытался изнасиловать местную жительницу, однако был ею убит его же мечом. Узнавшие об этом варяги отдали женщине всё имущество покойного, а его тело выбросили без погребения, как это было принято для самоубийц. Примерно в это время Византия вела войну с печенегами и одно из высказываний германского хрониста второй половины XI века Адама Бременского историки рассматривают как указание на возможно участие в этих событиях Харальда. Также вероятно участие варягов в войнах, шедших в Малой Азии — взятии Эдессы Георгием Маниаком и снятии с неё осады Константином Каталлаком в 1036 году и подавлении мятежа Адама Севастийского, сына последнего царя Васпуракана Сенекерима Арцруни в 1034 году. Возможно, рассказ саг о завоеваниях Харальда в «Йорсалаланде», то есть «земле Иерусалима», указывают на то, что его дружина охраняла христианских паломников в этот город, что стало возможно в начале правления халифа аль-Мустансира (1036—1094).
Самым известным походом отряда Харальда является экспедиция в Сицилию под командованием Георгия Маниака (Гиргир, др.-сканд. Gygrgir из саг) в 1038—1041 годах против норманнов, сведения о которой сохранились в многочисленных источниках, в том числе в художественном переложении саг. В этой кампании варяги принимали участие в морских и сухопутных сражениях. В нескольких битвах победа была достигнута благодаря храбрости скандинавов и с минимальными потерями с их стороны, в других — при Оливенто и при Монтемаджоре их потери были существенны. Значительное внимание в сагах уделено личному конфликту между Маниаком и Харальдом, вызванном не в последнюю очередь резким характером византийского полководца. Последним военным свершением Харальда на византийской службе было участие в подавлении восстания против византийского владычества Петра Деляна в Болгарии, для чего варяги были отозваны из Сицилии в 1040 году.
События, предшествующие отъезду Харальда из Византии, не вполне ясны. Вероятно, он и его отряд приняли участие в свержении и ослеплении императора Михаила Калафата (1041—1042), что может быть объяснено в том числе тем, что новый император освободил из тюрьмы Маниака, куда тот был заключён в связи с конфликтом с членом правящей династии. История обретения Харальдом его невероятного богатства, его заключение в тюрьму и последующее бегство, вероятно, не связаны с историей варяжского корпуса. По мнению С. Блёндаля окончательный разгром болгарского восстания близ Острово произошёл уже без Харальда, хотя варяги приняли в нём участие.

### До начала правления Алексея I Комнина, 1043—1081 годы
В правление третьего мужа императрицы Зои Константина IX Мономаха (1042—1055) продолжилось ослабление военной мощи Византийской империи. Во время похода Ярослава Мудрого к Константинополю варяжские отряды были на всякий случай высланы из столицы в удалённые провинции. В грузинской хронике зафиксировано участие в 1045 году 3000 византийских варягов в междоусобном конфликте Грузии между союзником Византии князем Липаритом и царём Багратом IV. Перевод хроники, выполненный М. И. Броссе, согласно которому варяги пришли на помощь Баграту, в этом месте считается ошибочным. В том же году при помощи 700 или 800 варягов Липарит окончательно победил Баграта в Сасиретской долине. В 1050 году византийское войско под командованием великого этериарха Константина Арианита потерпело поражение от печенегов под Адрианополем, однако падение столицы Македонии было предотвращено своевременно прибывшими на помощь схолариями под командованием Никиты Главы. Для дальнейшей войны с печегами была сформирована новая армия под общим командованием этнарха Никифора Вриенния, включая нанятых в Южной Италии норманнов и варягов во главе с аколуфом Махаилом. После нескольких побед и поражений война с этими кочевниками была завершена 30-летним миром. В 1050-е годы, между кампаниями против печенегов и после, варяги достаточно успешно воевали в Малой Азии против сельджуков Тогрул-бека. Немногочисленные византийские успехи в Италии в 1046 и 1048 годах связаны с варягами.
После смерти Константина IX в январе 1055 года варяги упоминаются в связи с дворцовыми событиями — неудачном заговором Феодосия и борьбой между Михаилом VI Стратиотиком (1056—1057) и Исааком Комнином (1057—1059), причём в последнем случае варяги воевали на стороне обоих претендентов на власть. В посольстве Стратиотика к Исааку Комнину участвовал историк Михаил Пселл, благодаря которому сохранилось описание внешнего вида варягов из личной охраны Комнина, которых он предпочитает называть «тавроскифами»:
…А дальше уже располагались союзные силы, прибывшие к мятежникам из других земель, италийцы и тавроскифы, сам вид и образ которых внушали ужас. Глаза тех и других ярко сверкали. Если первые подкрашивают глаза и выщипывают ресницы, то вторые сохраняют их естественный цвет. Если первые порывисты, быстры и неудержимы, то вторые бешены и свирепы. Первый натиск италийцев неотразим, но они быстро переполняются гневом; тавроскифы же не столь горячи, но не жалеют своей крови и не обращают никакого внимания на раны. Они заполняли круг щита и были вооружены длинными копьями и обоюдоострыми секирами; секиры они положили на плечи, а древки копий выставили в обе стороны и как бы образовали навес между рядами.
В этом отрывке под «италийцами» понимаются норманнские наёмники из Сицилии; смысл выражения «заполняли круг щита», согласно Я. Н. Любарскому, не известен, Кашляк С. Г. предположил, что имеется в виду строй «стена щитов».
В непродолжительное царствование Исаака I варяги упоминаются только один раз, когда в 1058 году, император послал отряд наёмников арестовать патриарха Михаила Керулария. Как сообщает Иоанн Зонара, солдаты с бесчестием стащили патриарха с трона и, посадив на мула, отправили в порт. Вероятно, подобное поручение невозможно было доверить греческим солдатам. Однако вполне возможно, что без участия варягов не обошлось в походах против печенегов и венгров летом 1059 года. При Константине X Дуке (1059—1067) варяги активно участвовали в боевых действиях в Италии — в 1066 году они были посланы на защиту Бари и тогда же победили Роберта Гвискара в морском сражении у Бриндизи. Тем не менее, в апреле 1071 года последние итальянские владения империи были утрачены. В память о варягах часть гавани Бари называется итал. Mare dei Guaranghi.
После смерти Константина X в 1067 году престол получил Роман IV Диоген (1068—1071) по праву нового супруга вдовы покойного императора, Евдокии. Новый император, популярный среди греческой части войска, вызвал недовольство у варягов, возмущённых отстранением от власти сыновей Константина X. Тем не менее, варяги упоминаются среди войск, отправленных в 1068 году в Малую Азию против сельджуков. В катастрофическом поражении при Манцикерте в 1071 году вместе с императором погибла вся его охрана, после чего отряд «провинциальных варягов» прекратил своё существование. В правление сына Константина X Михаила VII (1071—1078) варяги упоминаются в связи с подавлением мятежа Никифора Вриенния Старшего. Рассказывая об этих событиях, историк Михаил Атталиат явно называет воевавших в данном случае и на море, и на суше, варягов, «русскими», что, по мнению В. Г. Васильевского однозначно указывает на синонимичность этих понятий. Следующему мятежу, предпринятому Никифором Вотаниатом (1078—1081), Михаил VII решил не сопротивляться, отказавшись последовать совету своего полководца Алексея Комнина и послать варягов подавить беспорядки. В свою очередь, против Вотаниата продолжал бороться Вриенний. В решительной битве при Каловарии Комнин разбил армию узурпатора, включавшую 5000 норманнов и значительное количество наёмников, примкнувших к мятежу из-за невыплаты платы при Михаиле VII. Никифор Вриенний в результате был ослеплён, а его брат Иоанн был вскоре после этого убит в Константинополе. Как сообщает Кедрин, он был зарублен топором варягом, которому он ранее приказал отрезать нос. Вероятно, после этого у императора не было выбора, кроме как казнить убийцу, однако эта история вызвала неудовольствие остальных варягов. Часть из них напала на дворец, однако в этот раз Никифору удалось отбиться при помощи сохранивших верность греков. Инцидент был расследован и наказанию подверглись только непосредственные виновники. Когда в марте 1081 года Алексей Комнин начал мятеж, варяги и куманы сохранили верность Вотаниату. Тем не менее, император, узнав о восстании на флоте, предпочёл не сопротивляться и уступить власть без кровопролития.

### До падения Константинополя в 1204 году
С восшествием на престол Алексея I Комнина (1081—1118) возобновились войны с норманнами. Формальным поводом стало желание Роберта Гвискара отомстить за Михаила VII, чей сын был женат на дочери Гвискара. В главном сражении войны 1081—1085 годов при Диррахии, состоявшейся 18 октября 1081 года, приняли участие варяги под предводительством Намбита. Подробности этого сражения описала дочь императора, Анна Комнина. По мнению Е. А. Серена, построение варягов в этой битве являлось классическим скьяльдборгом. В ходе сражения, завершившегося поражением византийцев, воины Намбита оторвались от основной части войска и попали в засаду. Попытавшись скрыться в церкви, они были в ней сожжены. После поражения Алексей оставил 500 варягов в замке Кастория, который норманны смогли взять только после длительной осады. В дальнейшем Намбит упоминается в числе участников одного из сражений с печенегами и, хотя варяги явно не указаны Анной Комниной при рассказе о главной битве печенежской войны конца 1080-х годов, по мнению С. Блёндаля нет оснований сомневаться в том, что они там были. Это же относится и к войнам против сербов и турок, которые вёл Алексей Комнин. Участие варягов в боевых действиях в Малой Азии совместно с крестоносцами после 1097 года также предположительно.
События Первого крестового похода привели к увеличению числа варягов на византийской службе. К традиционным каналам привлечения этой категории наёмников (индивидуальный наём, наём по международному соглашению, посредством эмиссара) добавилось привлечение пилигримов-крестоносцев. Наиболее часто по этой причине прибывали в Византию воины из Норвегии и Дании, соединявшие воинскую службу с паломничеством к святым местам. В изложении Саксона Грамматика в подробностях известно о пребывании при дворе Алексея I короля Дании Эрика I, прибывшего с супругой и большой свитой в византийскую столицу с паломническими целями. По предположению С. Блёндаля, часть людей из свиты Эрика была нанята императором Алексеем, за что Эрик получил в «дар» половину леста золота (др.-сканд. gulli rauðu halfa lest) — сумму, эквивалентную 40 талантам. Эти варяги были отправлены служить в гарнизоне кипрской крепости Пафос. По оценке того же исследователя, в результате визита двух скандинавских монархов на византийскую службу поступило от 4 до 5 тысяч воинов. В правление Алексея I среди варягов начинают преобладать англичане. Помимо участия в боевых действиях с норманнами в начале 1080-х годов, источники отмечают их службу по охране императорского дворца. По мнению Дж. Шепарда флот английских наёмников сыграл важную роль в разгроме печенегов в 1091 году. Командиром этого флота сага о Ятварде (достоверность которой спорна) называет «Сигурда, эрла Глостера», которого гипотетически отождествляют с известным по Книге Судного дня Сивардом Барном.
После смерти Алексея I в 1118 году варяги сыграли важную роль в передаче власти сыну покойного императора, Иоанну II (1118—1143), чьё право на власть оспаривали мать и старшая сестра. В течение своего продолжительного царствования Иоанн II вёл многочисленные, преимущественно успешные войны. Единственным эпизодом, участие в котором варягов достоверно известно, является состоявшаяся в 1122 году битва при Берое, в результате которой печенеги были окончательно разгромлены и перестали представлять угрозу для империи. В остальных битвах этого царствования варяги не упоминаются. Скудные свидетельства источников позволяют установить, что в это время варяги были экипированы длинными щитами и топорами. После смерти при вызывающих подозрение обстоятельствах Иоанна II императором стал его сын Мануил I Комнин (1143—1180). Панегирик патриарха Михаила II упоминает о поддержке, оказанной новому императору людьми, «носящими односторонние топоры и пришедшими из своих домов на Северном полюсе». В царствование Мануила I варяги упоминаются в связи с описанной Никитой Хониатом драматической осадой Керкиры, состоявшейся в ходе кампании против сицилийцев 1147—1149 годов. В эти же годы Константинополя достигла армия Второго крестового похода, в составе которой были и норвежцы. Сага об оркнейцах, повествуя о посещении византийской столицы ярла Рёгнвальда, приводит сведения о членах варяжской стражи, в частности об Эйндриди Юном, занимавшей в ней одну из руководящих должностей. По оценке С. Блёндаля приток норвежцев в стражу вместе с паломниками составил от 800 до 1000 человек. Варяги упоминаются в различных войнах Мануила I 1170-х годов, в том числе в закончившемся для Византии поражением сражении при Мириокефале.
После смерти Мануила I императором стал его малолетний сын Алексей II (1180—1183), регентами при котором были назначены его мать Мария Антиохийская и двоюродный брат протосеваст Алексей Комнин. Заручившись поддержкой варягов родственник императора Андроник Комнин сначала стал соимператором, а затем единовластным правителем. Вплоть до падения Константинополя о варягах в источниках встречаются только разрозненные упоминания. В ходе штурма города варяги защищали Галатскую башню в июле 1203 года, участвовали в череде переворотов 1204 года. После окончательного падения города в апреле 1204 года они сдались на милость победителей, после чего варяжская стража прекратила своё существование.

### До падения Византии в 1453 году
Явных указаний на существование варяжской стражи при дворе латинских императоров нет, однако некоторые данные источников могут быть поняты как указание на присутствие в столице исландцев, однако не известно, были ли они каким-либо образом объединены между собой. Однако императоры Никейской империи, стремившиеся воспроизвести традиционный византийский церемониал, организовали свою гвардию по образцу прежней. При императорах Феодоре I (1204—1221) и Иоанне III она состояла из пяти полков, один из которых, кельтские пелекофоры (ср.-греч. πελεκυφόρος, «секироносцы»), состоял из варягов. В этот период под варягами понимали в основном англичан или шотландцев.
В первой половине XIII века прямых упоминаний об участии варягов в военных кампаниях нет, однако с воцарением Михаила VIII (1259—1282), при котором Византия пережила свой последний расцвет, таких упоминаний довольно много. После смерти Михаила VIII варяги упоминаются исключительно в церемониальном контексте. В связи с падением Константинополя в 1453 году о варягах ничего не сообщается.

## Участие в придворной и общественной жизни
К царствованию Алексея I Комнина (1081—1118) из традиционно существовавших отрядов императорских телохранителей остались только экскувиторы и «бессмертные», к которым в первой половине этого царствования добавились вестиариты и варяги. После смерти Алексея в источниках упоминаются только варяги и новое подразделение вардариотов. Проанализировавший причины столь частой смены структуры дворцовой стражи немецкий византинист А. Хольвег предложил три возможных объяснения: отсутствие лояльности тех или иных подразделений новому правителю, сложность комплектования этнических отрядов и желание императора сформировать совершенно новое подразделение. После 1204 года к этим причинам могла добавиться также финансовая, учитывая сократившиеся ресурсы империи. Хотя о дворцовой страже известно больше, чем о тех частях, которые были размещены в Константинополе, ни о какой из них не известны данные о её численности. О том, что стражников было не очень много можно судить по известному случаю в мае 1328 года, когда император Андроник II (1282—1328) ночевал во Влахернском дворце вообще без охраны.
Псевдо-Кодин сообщает о пяти отрядах дворцовой стражи, из которых чаще всего упоминаются варяги. Согласно этому автору, во время торжественных обедов варяги желали императору долгих лет после венецианцев на своём родном языке — на английском — и шумно стучали по полу своими топорами. Утратив военную роль в поздний период византийской истории, варяги приобрели множество новых обязанностей. Они стояли в дверях спальни императора и в его приёмной. Около 1360 года в одном из своих писем писатель Димитрий Кидонис обвиняет современных ему варягов в том, что они вымогают взятки с желающих попасть во дворец. В числе прочих обязанностей варягов упоминается обязанность хранить ключи от города, в котором пребывал император, в никейский период, возможно, охрана казны, в конце XIII века пытки по приказу императора. Варяги также сопровождали императора во время его богомольных выходов в церкви столицы.

## Отражение в культуре

### В скандинавских сагах

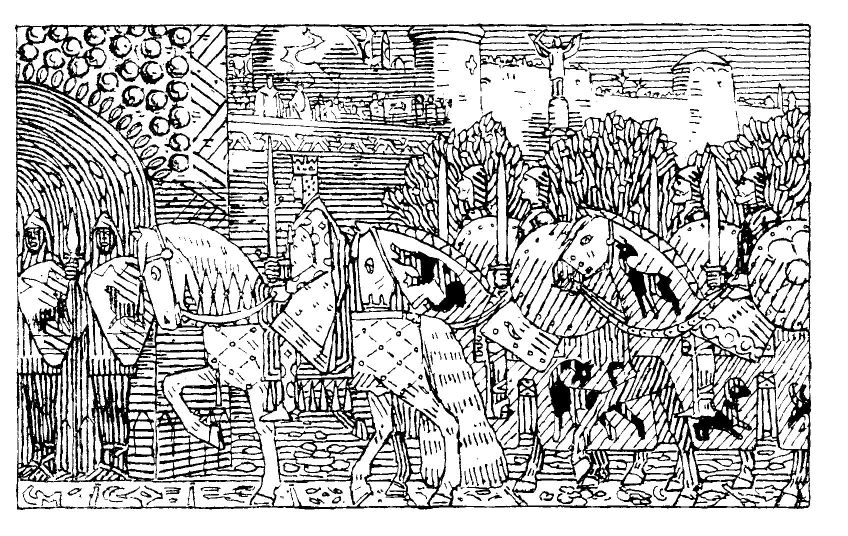
Король Сигурд I вступает в Константинополь во время Первого крестового похода. Иллюстрация Г. Мюнте к изданию «Круга Земного» 1899 года

Упоминания о посещениях скандинавами Византии в сагах довольно многочисленны. Первым скандинавом, служившим в Византии, исландская традиция называет исландца Болли Болласона. Его пребывание в Византии условно датируют приблизительно 1030 годом, что является достаточно поздней датой, и современные исследователи указывают ряд исландцев, побывавших в Константинополе до Болли. Сведения составленной в Норвегии около 1250 года «Саги о Тидреке Бернском» о конунге Гертните (др.-сканд. Hertnið), который «правил Русью и большей части Греции и Венгрии» носят легендарный характер. «Сага о Храфнкеле», принадлежность которой к устной традиции является спорной, упоминает о купце-мореплавателе (др.-сканд. farmaðr) Эйвинде Бьярнарсоне (др.-сканд. Eyvindr Bjarnason), который во времена короля Харальда Прекрасноволосого отправился в Миклагард и «прожил там некоторое время и снискал расположение греческого короля». В этой же саге говорится о поездке в Константинополь Торкеля Светлая Прядь (др.-сканд. Þorkell Þjóstarsson), который «семь лет провёл в Миклагарде и стал приближённым короля Миклагарда». По предположению исландского историка Гвюдбрандюра Вигвуссона их поездки относятся к примерно 945 году. Финнбоги Асбьернссон (др.-сканд. Finnbogi Åsbjørnsson) был дружинником императора Иоанна I Цимисхия (969—976) согласно «Саге о Финнбоги Сильном». «Большие почести», согласно «Саге о Халльфреде», снискал в Византии Грис Сэмингссон (др.-сканд. Grís Sæmingsson), пребывание которого при византийском дворе датируют 970—980 годами (Вигвуссон, 1855), началом XI века, 985—993 годами (Ф. А. Браун, 1908), 950—975 годами (Е. А. Рыдзевская, 1978). 1020-ми годами датируют рассказ «Саги о Ньяле» о том, что исландец Кольскегг Хамундссон (исл. Kolskeggur Hámundsson) «поехал в Миклагард и вступил там в варяжскую дружину … там женился, был предводителем варяжской дружины и оставался там до самой смерти». Когда, как рассказывает «Сага о Греттире», в правление Михаила Калафата (1041—1042) или раньше, произошли приключения в Константинополе Торбьёрна Крючка (исл. Þorbjörn öngull Þórðarson) и Торстейна Дромунда (исл. Þorstein drómund Ásmundarson), в византийской столице было уже много людей с севера.
Пребывание в Византии Харальда Хардрада хорошо известно по сагам — «Гнилая кожа», «Красивая кожа», «Сага о Харальде Суровом» в составе «Круга Земного» Снорри Стурлусона, «Сага об оркнейцах» и синопсисе «Обзор саг о норвежских конунгах». В связи с его приключениями саги называют несколько его приближённых. В 1937 году А. А. Васильев утверждал, что после 1066 года скандинавы были вытеснены из варяжской стражи англосаксами, а после 1081 года это произошло даже на уровне терминологии, однако с тех пор было выявлено значительное число скандинавских захоронений XII—XIII веков, что указывает на менее быстрое и радикальное изменение национального состава наёмного корпуса. «Сага о сыновьях Магнуса Голоногого» из «Круга Земного» упоминает о возвращении из Миклагарда после смерти внука Харальда, конунга Магнуса в 1103 году норвежцев, которые нанимались на службу у греков и «получили уйму денег». В «Саге о Хаконе Широкоплечем» достаточно подробно рассказывается о том, как в 1122 году благодаря храбрости отряда из 450 верингов было побеждено в 60 раз более многочисленное войско печенегов при Берое. Согласно «Саге о Сверрире» «у Манули конунга», то есть императора Мануила I Комнина (1143—1180), служил незаконнорождённый сын короля Сигурда II Эйрик (др.-сканд. Eiríkr Sigurðsson). Саги содержат упоминания норвежцев на византийской службе до конца XII века, в целом называя 26 имён.

### В художественной литературе

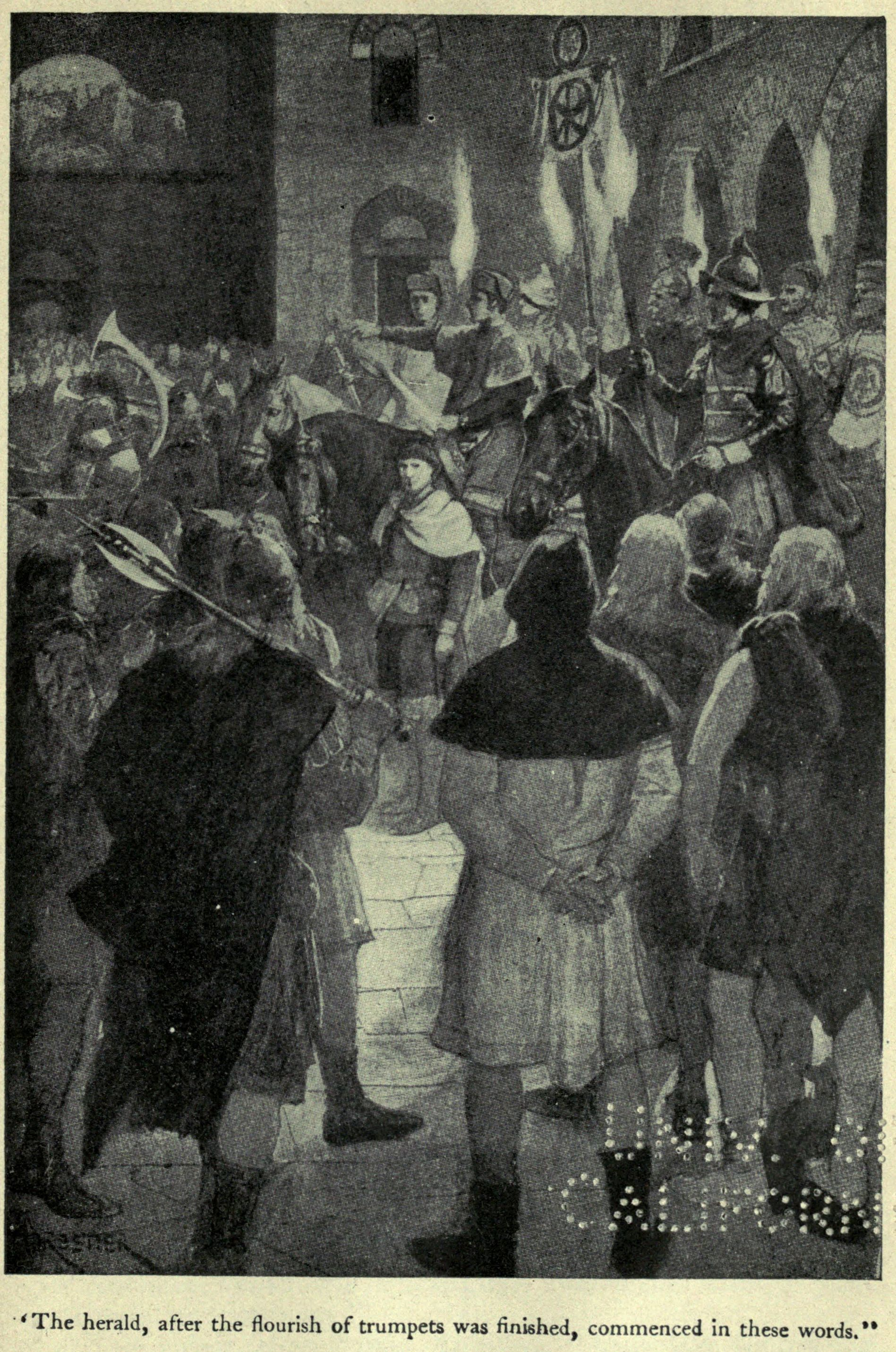
Варяжская стража в представлении художника конца XIX века. Иллюстрация к американскому изданию «Графа Роберта Парижского»

Внимание к варяжской страже уделено в значительном числе художественных произведений, из которых можно выделить следующие:
- В опубликованной в декабре 1826 года пьесе датского драматурга Адама Эленшлегера «Варяги в Царьграде» (дат. Væringerne i Miklagard) рассказывается о событиях, происходящих в 1037 году, когда в византийскую столицу прибывает Харальд Хардрада. По собственному объяснению Эленшлегера, в пьесе изображается контраст между «глубоко опустившимися средневековыми греками и мощными благородными северянами». Также описывается любовная интрига, когда престарелая императрица Зоя, которой на тот момент было около 60 лет, пытается добиться расположения Харальда, но он хранит верность своей первой любви Эллисив. Пьеса была встречена противоречивыми отзывами, но изображение нордических характеров критики приветствовали[160].
- В декабре 1831 года вышел роман Вальтер Скотта «Граф Роберт Парижский», рассказывающий о времени правления императора Алексея I Комнина (1081—1118). Перед написанием этого произведения романист провёл серьёзную подготовительную работу, посвятив большую часть октября и ноября 1830 года изучению византийской истории[161]. Из авторских примечаний к главе II можно узнать, что Скотт ознакомился с основным на тот момент историческим трудом на эту тему, монументальной «Историей упадка и разрушения Римской империи» Э. Гиббона, и записками участника Четвёртого крестового похода Жоффруа де Виллардуэна, неоднократно цитирует он хронику дочери Алексея I, «Алексиаду». Скотт достаточно подробно останавливается на внешнем виде членов варяжской стражи, истории её возникновения и месте в обществе. Два её представителя, Ахилл Татий, начальник варяжской императорской гвардии, и стражник Хирвард, являются одними из главных героев романа. При написании романа автор, в частности, желал изобразить контраст между вырождающимся византийским обществом и варварским, но здоровым обществом Запада[161].
- Англиканский священник Джон Нил, известный в основном как автор религиозных гимнов, избрал для своего романа «Теодора Франца или Падение Константинополя» (англ. Theodora Phranza; or, the Fall of Constantinople) время непосредственно перед падением Константинополя в 1453 году. Воодушевляемый идеей единства восточных и западных христиан и освобождением Константинополя от владычества мусульман, он обратился к этой теме перед Крымской войной, опубликовав роман в 1853—1854 годах. Одним из главных героев романа является сэр Эдвард де Раштон, Великий аколуф империи и глава императорской стражи[162].
- Вторая часть опубликованного в 1914 году романа Райдера Хаггарда «Ожерелье Странника[англ.]» (англ. The Wanderer's Necklace) повествует о путешествии скандинава Олафа в Константинополь, где герой служит императрице Ирине Августе, описывается любовная линия Олафа и Ирины, при этом действие произведения проходит в VIII—IX веках на фоне иконоборческого диспута[163][164][165].

## Комментарии
1. ↑  По мнению Н. А. Скабалановича, непосредственным начальником аколуфа был великий этериарх, глава Большой этерии, который, в свою очередь, подчинялся друнгарию виглы[42].
2. ↑  Термин «оусия» означает стандартную единицу комплектации византийских судов, равную 108 или 110 воинам[47].
3. ↑  584 воина и 45 слуг[48].
4. ↑  До конца XIX века была распространена теория о том, что автором «Советов и рассказов Кекавмена» является видный полководец XI века Катакалон Кекавмен[англ.], в настоящее время она отвергнута[74].
5. ↑  По предположению румынского филолога Х. Михэеску[рум.] это слово приблизительно означает «командир судна»[79].
6. ↑  По мнению А. А. Васильева, основанного на сообщении хрониста XII Гофредо Малатерры, это были англичане[109].
7. ↑  По мнению американского историка Дж. Биркенмайера, это была первая битва варягов с 1081 года, нёсших всё это время исключительно службу при дворце[122].
8. ↑  Вместо пелекофоров у Георгия Акрополита упоминаются коринофоры (ср.-греч. κορυνοφόρον, «булавоносцы»). Одно ли это подразделение дворцовой стражи,  или разные, не  известно[133].
9. ↑  По замечанию В. Г. Васильевского, о Грисе не утверждается прямо, что он служил в наёмной дружине[149].
10. ↑  Е. А. Мельникова предполагает существенно более раннюю датировку — вскоре после 989 года[154].

### Первичные источники
- Анна Комнина. Алексиада / Пер. с греч. Я. Н. Любарского. — СПб.: Алетейя, 1996. — 703 с. — 3000 экз. — ISBN 5-98329-006-X.
- Георгий Акрополит. История / Пер., вступ. ст., коммент. П. И. Жаворонкова; отв. ред. Г. Г. Литаврин. — СПб.: Алетейя, 2013. — 416 с. — (Византийская библиотека. Источники). — ISBN 978-5-91419-835-7.
- Древнерусские города в древнескандинавской письменности / Сост. Т. Н. Джаксон, Г. В. Глазырина; ответ. ред. А. П. Новосельцев. — М.: Наука, 1987. — 207 с. — 1200 экз.
- Исландские саги. Ирландский эпос / Сост., вступ. ст. и примеч. М. И. Стеблин-Каменского. — М.: Художественная литература, 1973. — 864 p. — (Библиотека всемирной литературы. Серия первая).
- Кекавмен. Советы и рассказы: Поучение византийского полководца XI века / Подготовка текста, введ., пер. с греч., коммент. Г. Г. Литаврина. — Изд. 2-е, перераб., доп. — СПб.: Алетейя, 2003. — 711 с. — (Византийская библиотека). — ISBN 5-89329-568-4.
- Лиутпранд Кремонский. Антаподосис; Книга об Оттоне; Отчёт о посольстве в Константинополь / Пер. с лат. и коммент. И. В. Дьяконова. — М.: Русская панорама, 2006. — 192 с. — (MEDIÆVALIA: средневековые литературные памятники и источники). — 1200 экз. — ISBN 5-93165-160-8.
- Михаил Пселл. Хронография. Краткая история / Пер., ст., примеч. Я. Н. Любарский (Хронография); Пер. Д. А. Черноглазова, Д. Р. Абдрахмановой (Краткая история). — СПб.: Алетейя, 2003. — 397 с. — (Византийская библиотека. Источники). — ISBN 5-89329-594-3.
- Никита Хониат. История: в 2 т. / Пер. с греч., под ред. В. И. Долоцкого, Н. В. Чельцова. — СПб.: Типография Григория Трусова, 1860—1862. — X, 446 + XVI, 540, [1] с. — (Византийские историки, переведённые с греческого при С–Петербургской Духовной Академии, Т. 4–5).
- Повесть временных лет / Подготовка текста, пер., ст. и коммент. Д. С. Лихачёва. Под ред. В. П. Адриановой-Перетц. — Изд. 2-е, исправ. и доп. — СПб.: Наука, 1996. — 670 с. — (Литературные памятники). — 3000 экз. — ISBN 5-02-028305-3.
- Снорри Стурлусон. Круг Земной / Изд. подгот.: А. Я. Гуревич, Ю. К. Кузьменко, О. А. Смирницкая, М. И. Стеблин-Каменский. — М.: Наука, 1980. — 691 с. — (Литературные памятники). — 25 000 экз.
- Pseudo-Kodinos. Traité des offices / Trad. par Jean Verpeaux. — Paris: Éditions du Centre National de la Recherche Scientifique, 1966. — 420 p.

### Исследования
на русском
- Бибиков М. В. К варяжской просопографии Византии // Scando-Slavica. — Нью-Йорк: Тейлор и Френсис, 1990. — Т. 36. — С. 161—171. — ISSN 0080-6765.
- Васильев А. А. Византия и арабы. — СПб.: Типография И.Н. Скороходова, 1902. — Т. II: Политические отношения Византии и арабов за время Македонской династии: Императоры Василий I, Лев VI Философ и Константин VII Багрянородный: (867—959 г.). — 552 с.
- Васильевский В. Г. Варяго-русская и варяго-английская дружина в Константинополе XI и XII веков // Труды. — СПб., 1908. — Т. 1. — С. 176—377.
- Джаксон Т. Н. Четыре норвежских конунга на Руси. — М.: Языки русской культуры, 2000. — 190 с. — (Studia historica. Малая серия). — ISBN 5-7859-0173-0.
- Джаксон Т. Н. О термине pólútasvarf у Снорри Стурлусона // Норна у источника Судьбы: Сборник статей в честь Елены Александровны Мельниковой. — М.: Индрик, 2001. — С. 106—113. — ISBN 5-85759-168-6. Архивировано 5 марта 2016 года.
- Литаврин Г. Г. Путешествие русской княгини Ольги в Константинополь: Проблема источников // Византийский временник. — М.: Наука, 1981. — № 42. — С. 35—48.
- Луговой О. М. Крестоносцы-наёмники в Византии // DeusVult.ru : сайт. — 2007. Архивировано 18 мая 2015 года.
- Мельникова Е. А. Варяги, варанги, вэринги: скандинавы на Руси и в Византии // Византийский временник. — М.: Наука, 1998. — Т. 55. — С. 159—164.
- Мельникова Е. А., Петрухин В. Я. Скандинавы на Руси и в Византии в X-XI вв.: к истории названия «варяг» // Е. А. Мельникова. Древняя Русь и Скандинавия. — М.: Русский фонд содействия развитию образования и науки, 2011. — С. 153—171. — ISBN 978-5-912-44-073-1.
- Мохов А. С. К вопросу о византийской военной организации в период войны с печенегами 1046—1053 гг. // Известия Уральского государственного университета. — Екатеринбург, 2005. — № 39. — С. 15—26.
- Мохов А. С. Византийская армия в середине VIII — середине XI в.: Развитие военно-административных структур. — Екатеринбург: Издательство Уральского университета, 2013. — 278 с. — ISBN 978-5-7996-1035-7.
- Олейников А. В. Варяжская гвардия Византии. — М.: Вече, 2015. — 336 с. — (History Files). — ISBN 978-5-444-42364-6.
- Император Василий Болгаробойца: Извлеч. из летописи Яхъи Антиохийского / Изд., пер. и объяснил бар. Розен В. Р., доц. С.-Петерб. университета, гл.-кор. Спец. шк. живых вост. яз. в Париже. — СПб.: Тип. Акад. наук, 1883. — 635 с. — (Записки Императорской Академии наук, №1, том. 44).
- Серен E. А. Битва при Диррахии — ключ к балканской операции норманнов против Византии (18 октября 1081 г.) // Античная древность и средние века. — 1999. — № 30. — С. 169—175.
- Скабаланович Н. А. Византийское государство и церковь в XI веке. — СПб.: Издательство Олега Абышко, 2004. — Т. II. — 416 с. — ISBN 5-89740-108-6.
- Филипчук А. М. Харальд Сигурдссон и русско-византийская война 1043 г. // Slověne. — 2014. — № 1. — С. 193—205.

на английском
- Bartusis M. C. The Late Byzantine Army. Arms and Society, 1204—1453. — Philadelphia: University of Pennsylvania Press, 1992. — 438 p. — ISBN 0-8122-3179-1.
- Benedikz B. S. The evolution of die Varangian regiment in the Byzantine army // Byzantinische Zeitschrift. — Berlin: Walter de Gruyter, 1969. — Т. 62, вып. 1. — С. 20—24. — ISSN 0007-7704. — doi:10.1515/bz-1969-0105.
- Birkenmeier J. W. The Developement of the Komnenian Army. — Leiden & Boston: BRILL, 2002. — 263 p. — ISBN 90-04-11710-5.
- Blöndal S.[англ.]. The Varangians of Byzantium / trans. B. S. Benedikz. — Cambridge: Cambridge University Press, 1978. — 242 p. — ISBN 978-0-521-21745-3.
- Dawkins R. M. The Later History of the Varangian Guard: Some Notes // The Journal of Roman Studies. — Cambridge: CUP, 1947. — Т. 31. — С. 39—46. — ISSN 0075-4358. — JSTOR 298453.
- Heiberg J. L. Рецензия на Væringerne i Miklagard // Stewart J. B. Johan Ludvig Heiberg: Philosopher, Littérateur, Dramaturge, and Political Thinker. — Copenhagen: Museum Tusculanum Press, 2008. — P. 249—250.
- Gamerschlag K. The Making and Un-Making of Sir Walter Scotts Count Robert of Paris // Studies in Scottish Literature. — Columbia, SC: University of South Carolina, 1980. — Vol. 15, № 1. — P. 95—123. — ISSN 0039-3770.
- T.D.Kendrick.  = T.D.Kendrick. A History of the Vikings. — London: Dover Publications, 2004. — 464 p. — ISBN 978-0486433967.
- Kazhdan, Alexander, ed. (1991). The Oxford Dictionary of Byzantium. Oxford University Press: Oxford and New York. ISBN 0-19-504652-8.
- Pappas N. C. J. English Refugees in the Byzantine Armed Forces: The Varangian Guard and Anglo-Saxon Ethnic Consciousness. De Re Militari: The Society for Medieval Military History (2004). Дата обращения: 3 марта 2015.
- Pryor J. H., Jeffreys E. M.[англ.]. The Age of the ΔΡΟΜΩΝ: The Byzantine Navy ca. 500—1204. — Leiden: Brill Academic Publishers, 2004. — 754 p. — ISBN 978-90-04-15197-0.
- Shepard J. The English and Byzantium: A Study of their role in the byzantine army in the later eleventh century // Traditio. — Cambridge: CUP, 1973. — Vol. 19. — P. 53—92. — ISSN 0362-1529. — JSTOR 27830955.
- Theotokis G. Rus, Varangian and Frankish mercenaries in the service of the Byzantine Emperors (9th—11th c.): Numbers, Organisation and Battle Tactics in the operational theatres of Asia Minor and the Balkans // Byzantina Symmeikta. — Athina: National Hellenic Research Foundation, 2012. — Vol. 22. — P. 126—156. — ISSN 1791-4884. Архивировано 2 апреля 2015 года.
- Vasiliev A. A. The opening stages of the Anglo-Saxon immigration to Byzantium in the eleventh century // Seminarium Kondakovianum. — Praha, 1937. — Vol. IX. — P. 39—70.
- Vasiliev A. A. The Russian Attack on Constantinople in 860. — Cambridge, MA: Medieval Academy of America, 1946. — 245 p.

на немецком
- Kulakovskii J. Рецензия на R. Vari // Incerti scriptoris Byzantini saeculi X liber de re militari // Byzantinische Zeitschrift. — Berlin: De Gruyter, 1902. — Bd. XI. — S. 547—558. — ISSN 0007-7704.

на французском
- Ciggaar K. L'émigration anglaise à Byzance après 1066. Un nouveau texte en latin sur les Varangues à Constantinople // Revue des études byzantines. — 1974. — Vol. 32. — P. 301—342. — doi:10.3406/rebyz.1974.1489.
- Glykatzi-Ahrweiler H. Recherches sur l'administration de l'empire byzantin aux IX-XIème siècles // Bulletin de correspondance hellénique. — 1960. — Vol. 84. — Вып. 1. — P. 1—111. — doi:10.3406/bch.1960.1551.
- Guilland R.[англ.]. Études sur l'histoire administrative de l'empire byzantin : les commandants de la garde impériale, l'ἐπὶ τοῦ στρατοῦ et le juge de l'armée // Revue des études byzantines. — 1960. — Vol. 18. — P. 79—96. — doi:10.3406/rebyz.1960.1221.
- Janin R. Les Francs au service des «Byzantins» // Échos d'Orient. — 1930. — Vol. 29, № 157. — P. 61—72. — doi:10.3406/rebyz.1930.2631.
- Schlumberger G. L’Épopée byzantine à la fin du dixième siècle. — Paris: Hachette, 1905. — Т. III. — 846 с.